# Camponotus lighti
Camponotus lighti is een mierensoort uit de onderfamilie van de schubmieren (Formicinae). De wetenschappelijke naam van de soort is voor het eerst geldig gepubliceerd in 1927 door Wheeler, W.M..